# ニコラ・グルノン
ニコラ・グルノン（Nicolas Grenon, 1375年ごろ - 1456年）は、フランスの初期ルネサンス音楽の作曲家。当時のすべての主要な音楽形式で作曲しており、当時の作曲家には異例の長寿に恵まれ、14世紀の末に作曲技法を身につけたにもかかわらず、ルネサンス音楽の作曲様式が形成される時期にその実践に取り組んだ。ブルゴーニュ楽派の一員に数えられることもある。
初めパリのノートルダム大聖堂に勤めるが、兄弟の死に際して聖セピュルクル教会に司教座聖堂参事会員として転出。同教会で昇進を遂げてパリを去り、1403年にラオンに、1408年にカンブレーに異動。1409年にベリー公の宮廷礼拝堂における少年聖歌隊員の指導者の職を得て、ブールジュで少年聖歌隊員の音楽教師と世話人を受け持つ。1412年にブルゴーニュ公ジャン（無怖公）の宮廷音楽家として活動を開始。1419年にカンブレーに戻り、1425年から1427年までローマでローマ教皇マルティヌス5世のもと、教皇庁の少年聖歌隊の指導者を務めた。カンブレーに隠退後も、1440年代にギヨーム・デュファイとともに、同地の大聖堂のポリフォニックな宗教曲の改訂に携わった。カンブレーにて死去。
グルノンの作品は、中世音楽とルネサンス音楽の両方の側面を呈している。グルノンの世俗音楽は至って当世風であり、バラードやヴィルレー、ロンドーに曲付けされている。すべての作品が3声体であり、主旋律は常に最上声部に置かれている。
グルノンのモテットは、厳格なイソリズムが常にすべての声部に使われる点において、異例である。いくつかの点においてデュファイのモテットに似ていなくもないが、イソリズムの原理の厳格さは別である。対立教皇ヨハネス23世を称賛しているために、1414年まで年代を辿ることのできるモテットがあり、おそらくこれはコンスタンツ公会議の開会に呼応しているのだろう。グルノンはいくつかのミサ曲を作曲したが、いずれも断章である。